# It Ain’t Me
It Ain’t Me – singel norweskiego DJ-a Kygo i amerykańskiej piosenkarki Seleny Gomez. Singel swoją premierę miał 17 lutego 2017 roku. Twórcami tekstu utworu są Kyrre Gørvell-Dahll, Selena Gomez, Andrew Wotman, Brian Lee i Ali Tamposi, natomiast jego produkcją zajęli się Kygo, Andrew Watt, Ben Rice oraz Louis Bell.
„It Ain’t Me” jest utrzymany w stylu muzyki dance-pop i tropical house. Tekst piosenki jest nostalgiczny i opowiada o przeszłości związanej z alkoholem i zbyt częstym imprezowaniem.
Utwór był notowany na 1. miejscu na liście najlepiej sprzedających się singli w Norwegii. Ponadto singel był notowany w pierwszej piątce w większości międzynarodowych list, w tym w Australii, Czechach, Danii, Finlandii, we Francji, w Holandii, Irlandii, Kanadzie, Niemczech, Nowej Zelandii, Polsce, Portugalii, na Słowacji, w Szwajcarii, Szwecji i na Węgrzech. Natomiast do pierwszej dziesiątki listy w Hiszpanii, Stanach Zjednoczonych, Wielkiej Brytanii i we Włoszech.

## Lista utworów
- Digital download[1]

1. „It Ain’t Me” – 3:40

- Digital download (Tiësto’s AFTR:HRS Remix)[2]

1. „It Ain’t Me” (Tiësto’s AFTR:HRS Remix) – 3:12

## Personel
Opracowano na podstawie materiału źródłowego.

- Kygo – kompozytor, producent
- Selena Gomez – kompozytor, wokal prowadzący
- Andrew Watt – gitara, producent, producent wokalu, kompozytor, autor tekstu
- Brian Lee – kompozytor, autor tekstu
- Ali Tamposi – kompozytor, autor tekstu
- Tom Coyne – inżynier masteringu
- Serban Ghenea – inżynier miksowania
- Ben Rice – producent wokalu
- Louis Bell – producent wokalu

## Notowania i certyfikaty
| Lista (2017)                                  | Najwyższa pozycja |
| --------------------------------------------- | ----------------- |
| Australia (Top 50 Singles)                    | 4                 |
| Austria (Ö3 Austria Top 40)                   | 2                 |
| Belgia (Ultratop 50 Singles, Flandria)        | 4                 |
| Belgia (Ultratop 50 Singles, Walonia)         | 2                 |
| Czechy (Rádio – Top 100)                      | 2                 |
| Czechy (Singles Digitál – Top 100)            | 3                 |
| Dania (Track Top-40)                          | 2                 |
| Finlandia (Suomen virallinen lista – Singlet) | 3                 |
| Francja (Top Singles & Titres)                | 5                 |
| Hiszpania (PROMUSICAE)                        | 6                 |
| Holandia (Dutch Top 40)                       | 2                 |
| Holandia (Single Top 100)                     | 3                 |
| Irlandia (Singles Chart)                      | 2                 |
| Kanada (Billboard Canadian Hot 100)           | 2                 |
| Niemcy (Media Control Charts)                 | 2                 |
| Norwegia (VG-Lista)                           | 1                 |
| Nowa Zelandia (Recorded Music NZ)             | 3                 |
| Polska (AirPlay – Top)                        | 5                 |
| Portugalia (AFP)                              | 4                 |
| Słowacja (Rádio – Top 100)                    | 9                 |
| Słowacja (Singles Digitál – Top 100)          | 2                 |
| Stany Zjednoczone (Hot 100)                   | 10                |
| Szwajcaria (Singles Top 100)                  | 3                 |
| Szwecja (Sverigetopplistan)                   | 2                 |
| Węgry (Rádiós Top 40 játszási lista)          | 2                 |
| Węgry (Single (track) Top 40 lista)           | 5                 |
| Wielka Brytania (UK Singles Chart)            | 7                 |
| Włochy (FIMI)                                 | 8                 |

| Lista (2017)                          | Najwyższa pozycja |
| ------------------------------------- | ----------------- |
| Australia (ARIA)                      | 20                |
| Austria (Ö3 Austria Top 40)           | 10                |
| Belgia (Ultratop Flanders)            | 13                |
| Belgia (Ultratop Wallonia)            | 4                 |
| Dania (Tracklisten)                   | 10                |
| Holandia (Single Top 100)             | 6                 |
| Izrael (Media Forest)                 | 32                |
| Kanada (Canadian Hot 100)             | 8                 |
| Niemcy (Official German Charts)       | 13                |
| Nowa Zelandia (Recorded Music)        | 20                |
| Polska (ZPAV)                         | 36                |
| Słowenia (SloTop50)                   | 19                |
| Stany Zjednoczone (Hot 100)           | 27                |
| Stany Zjednoczone (Dance/Electronic)  | 4                 |
| Stany Zjednoczone (Mainstream Top 40) | 5                 |
| Szwajcaria (Schweizer Hitparade)      | 5                 |
| Szwecja (Sverigetopplistan)           | 4                 |
| Węgry (Rádiós Top 40)                 | 10                |
| Węgry (Single Top 40)                 | 17                |
| Węgry (Stream Top 40)                 | 6                 |
| Wielka Brytania (OCC)                 | 25                |
| Włochy (FIMI)                         | 26                |

| Państwo                       | Status             | Sprzedane kopie |
| ----------------------------- | ------------------ | --------------- |
| Australia (ARIA)              | 4× platynowa płyta | 280,000         |
| Austria (IFPI Austria)        | platynowa płyta    | 30,000          |
| Belgia (BEA)                  | 2× platynowa płyta | 60,000          |
| Dania (IFPI Denmark)          | platynowa płyta    | 60,000          |
| Francja (SNEP)                | diamentowa płyta   | 250,000         |
| Hiszpania (PROMUSICAE)        | 2× platynowa płyta | 80,000          |
| Irlandia (IRMA)               | 5× platynowa płyta | 75,000          |
| Kanada (Music Canada)         | 6× platynowa płyta | 480,000         |
| Meksyk (AMPROFON)             | 5× platynowa płyta | 300,000         |
| Norwegia (IFPI Norway)        | 4× platynowa płyta | 40,000          |
| Nowa Zelandia (RIANZ)         | platynowa płyta    | 30,000          |
| Polska (ZPAV)                 | 3× platynowa płyta | 60,000          |
| Portugalia (AFP)              | 5× platynowa płyta | 100,000         |
| Stany Zjednoczone (RIAA)      | platynowa płyta    | 1,000,000       |
| Szwajcaria (IFPI Switzerland) | 2× platynowa płyta | 60,000          |
| Szwecja (GLF)                 | 7× platynowa płyta | 280,000         |
| Wielka Brytania (BPI)         | platynowa płyta    | 600,000         |
| Włochy (FIMI)                 | 3× platynowa płyta | 150,000         |

## Historia wydania
| Region            | Data            | Wersja                  | Format                 | Wytwórnia   | Źródło |
| ----------------- | --------------- | ----------------------- | ---------------------- | ----------- | ------ |
| Włochy            | 16 lutego 2017  | Original                | Contemporary hit radio | Sony        | [ 71 ] |
| Świat             | 17 lutego 2017  | Single                  | Digital download       | Sony, Ultra | [ 1 ]  |
| Stany Zjednoczone | 28 lutego 2017  | Original                | Mainstream radio       | Ultra       | [ 72 ] |
| Stany Zjednoczone | 7 marca 2017    | Original                | Rhythmic radio         | Sony, Ultra | [ 73 ] |
| Wielka Brytania   | 17 marca 2017   | Original                | Contemporary hit radio | Sony, Ultra | [ 74 ] |
| Świat             | 7 kwietnia 2017 | Tiësto’s AFTR:HRS Remix | Digital download       | Sony, Ultra | [ 2 ]  |